# Скаковський Роман Миколайович
Рома́н Микола́йович Скако́вський (19 травня 1986, Броди, Львівська область, УРСР — 27 вересня 2014, Львів, Україна) — старшина Збройних сил України. Учасник війни на сході України.

## Життєпис
Народився 1986 року в місті Броди (Львівська область). Закінчив Державний університет інформаційно-комунікаційних технологій на базі ННВЦ Львівського коледжу Державного університету інформаційно-комунікаційних технологій за спеціальністю «Інформаційні мережі зв'язку». 2004 року пішов на строкову службу у бродівську військову частину, одночасно навчаючись в університеті на заочному відділенні. 2005 року підписав контракт, служив до 2007 року, потім перевівся до військової частини А0284 (80 ОАеМП). Брав участь у спільних навчаннях країн — членів НАТО та України в Литві, Німеччині та Польщі. Воїн-миротворець, місія в ДР Конго.
Головний старшина дивізіону 80-ї окремої аеромобільної бригади. Від березня 2014 року в зоні ведення бойових дій. 24 серпня 2014 року зазнав важких поранень під час штурму російськими військами Луганського аеропорту. Понад місяць Роман і лікарі боролися за життя, бродівчани збирали кошти та молилися — за нього та всіх поранених воїнів. Помер Роман 27 вересня 2014 року у Львівському військовому шпиталі.
Без сина та чоловіка залишились батьки, дружина Ірина, котра на момент смерті чоловіка була при надії. Проте дитина померла в лоні матері.
Похований 30 вересня 2014 року у Бродах. 29—30 вересня 2014 року у Бродівському районі оголошені днями жалоби.

## Нагороди та вшанування
- орден «За мужність» III ступеня (23.5.2015, посмертно);
- нагрудний знак «За оборону Луганського аеропорту» (посмертно);
- пам'ятний знак «За воїнську доблесть»
- Його портрет розміщений на меморіалі «Стіна пам'яті полеглих за Україну» у Києві: секція 4, ряд 9, місце 20
- орден ВГО «Країна» «За мужність та відвагу» (посмертно)
- Вшановується 27 вересня на щоденному церемоніалі вшанування українських захисників, які загинули цього дня в різні роки внаслідок російської збройної агресії[1]
- відзнака командира 80-ї ОАеМБр (посмертно)[2]